# Chiesa di Santo Stefano in Pane
La chiesa di Santo Stefano in Pane è un luogo di culto cattolico che si trova a Rifredi in via delle Panche, zona a nord del centro storico di Firenze.

## Storia
Risalente a prima del Mille, sorge sui resti di un insediamento romano. Il toponimo "in Pane" è di origine incerta, e nel tempo fu chiamata anche con altri nomi: "di Rifredi" (da rivus frigidus), alle Panche (le panche erano degli argini di protezione dalle alluvioni, disposti un tempo lungo il Terzolle), o Santo Stefano tra l'Arcora (dalle arcate di un vicino acquedotto romano).

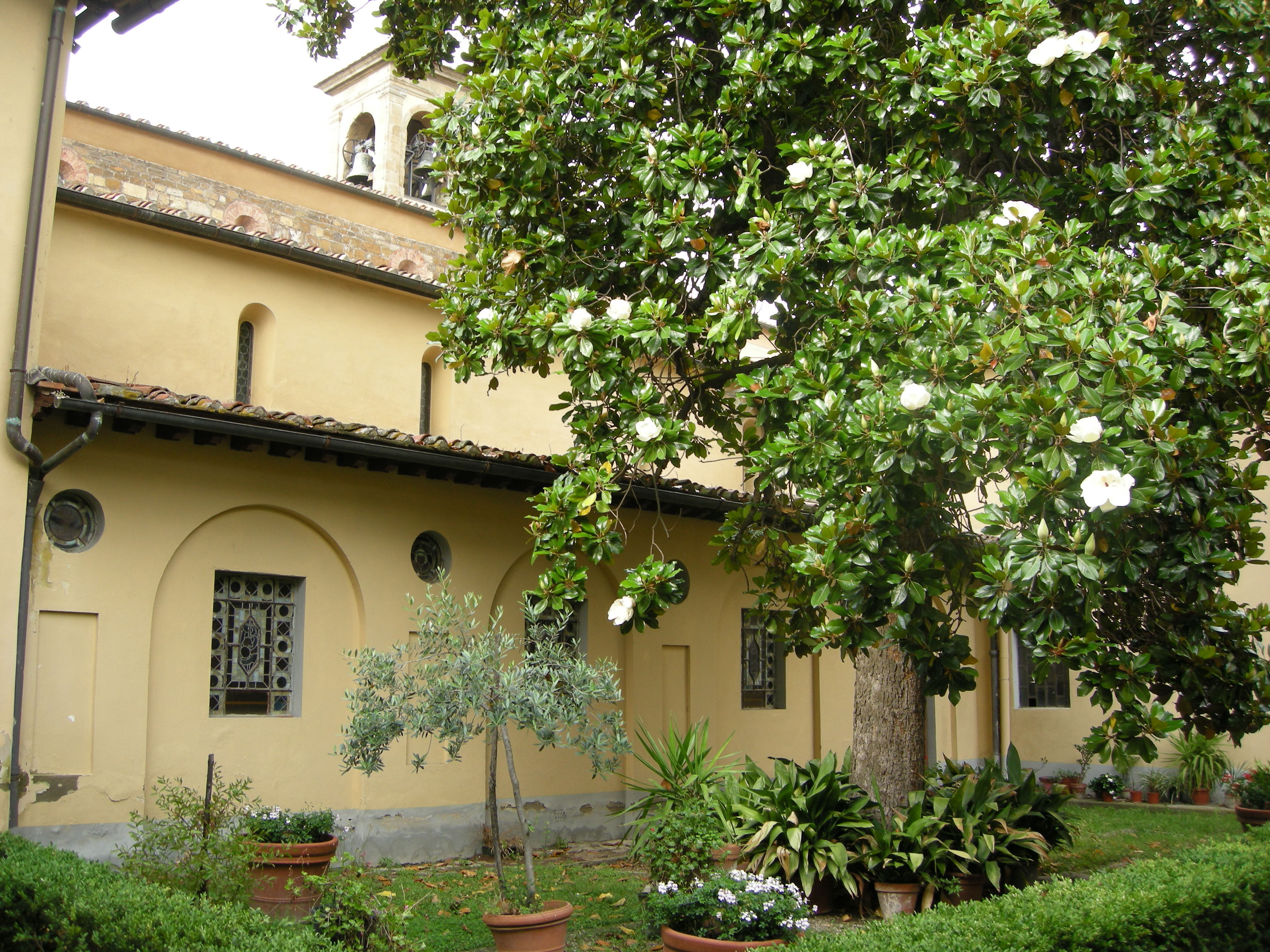
Chiostrino seicentesco

Anticamente la chiesa aveva una navata unica con abside semicircolare
La struttura attuale a tre navate risale al XII[XIII secolo, quando fu ampliata diventando a tre navate. All'esterno il loggiato risale al Seicento, mentre il campanile venne rifatto nell'Ottocento al posto di quello originariamente romanico ricostruite nel Seicento.
Fino al XIX secolo si trovava a fianco della chiesa un cimitero, poi smantellato, del quale resta memoria in alcune lapidi sul pavimento di marmo e un monumento funebre; altri frammenti medievali di lapidi sepolcrali sono visibili sotto il portico della facciata.
Le dimensioni attuali della chiesa sono il risultato del lavoro di ampliamento e restauro eseguito negli anni trenta del XX secolo. In quell'occasione si ampliò l'aula ingrandendola in senso longitudinale, facendo arretrare il presbiterio verso est.
Dal 1912 al 1955 fu parroco della chiesa don Giulio Facibeni, una delle figure di maggior spicco nella Chiesa fiorentina e italiana del Novecento, fondatore dell'Opera della Divina Provvidenza Madonnina del Grappa. Una statua in bronzo, opera di Antonio Berti, fusa dalla Fonderia Artistica Ferdinando Marinelli di Firenze, eretta nella piazzetta in fronte alla chiesa nel 1978, ne ricorda la memoria, oltre a una targa sulla sede dell'Opera poco più in là nella strada (2008).

## Descrizione

### Esterno

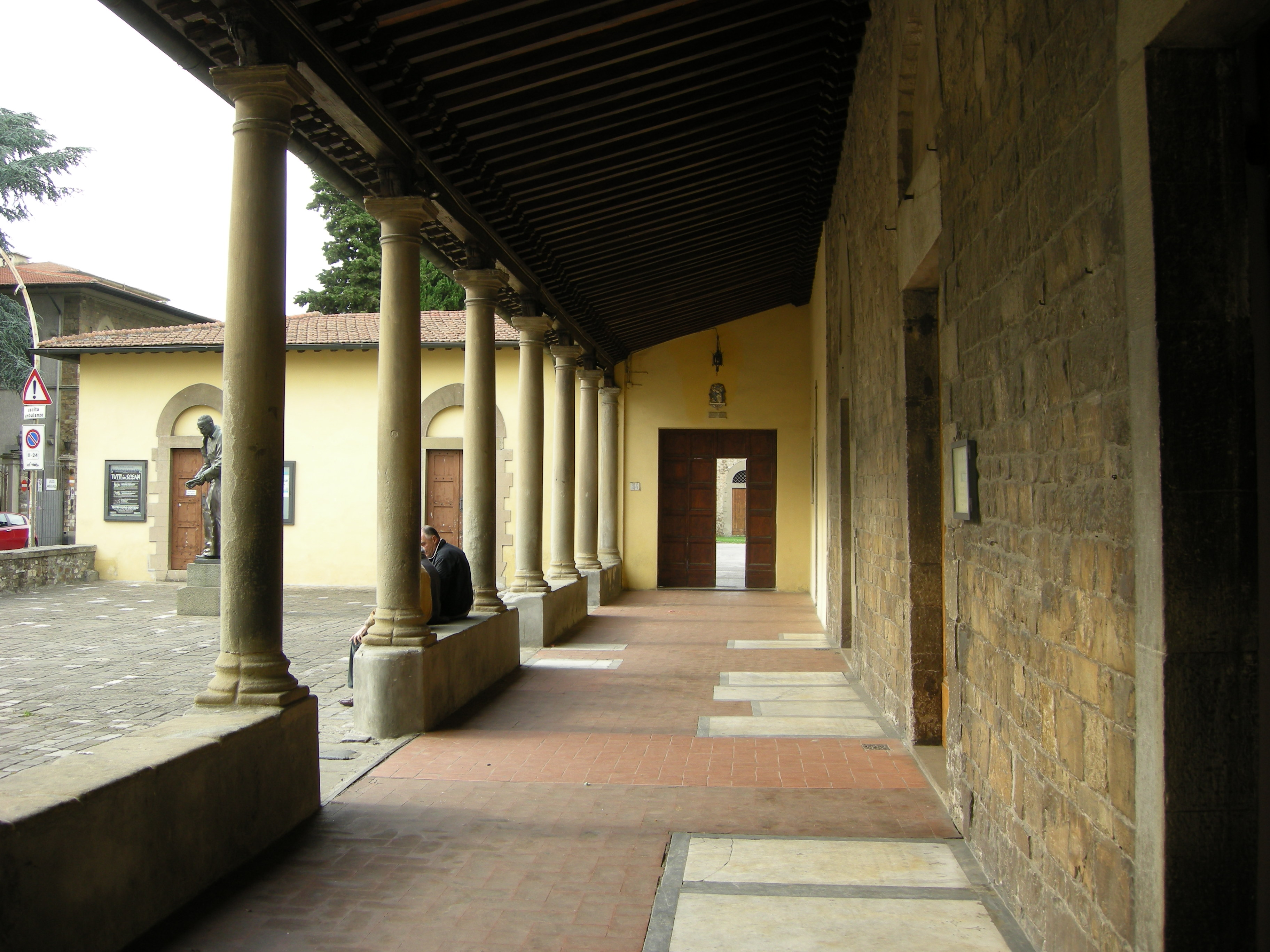
Il portico

La chiesa presenta oggi le caratteristiche architettoniche comuni alle pievi realizzate in quel periodo. La facciata è in pietra a filaretto, e si affaccia su via delle Panche; è preceduta da un portico cinquecentesco con colonne che reggono la struttura in legno della copertura. La facciata, che ha avuto interventi di restauro nel 1989, è tripartita e decorata da una terracotta invetriata con lo stemma della famiglia Tornabuoni ed un rosone. Sotto il porticato si aprono i tre ingressi attuali della chiesa, con portali con stipiti in pietra serena sormontati da lunette. Sul portale centrale sono incisi dei graffiti con una croce e motivi geometrici, del XIII secolo.
Adiacente alla chiesa si trova la cappella della Misericordia, costruita per la Compagnia di Santa Maria del Desco.

### Interno

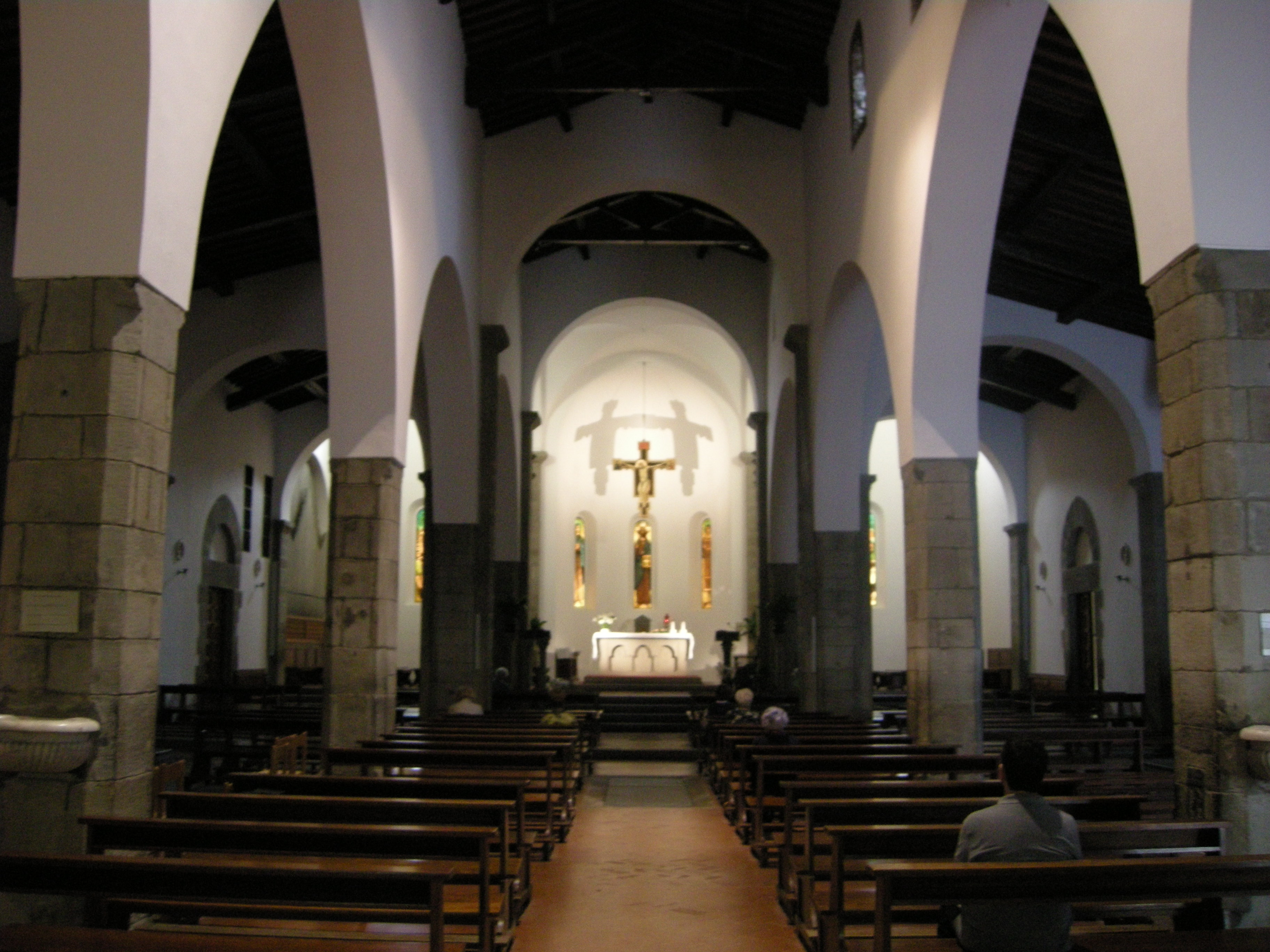
L'interno

All'interno, le tre navate formano un insieme semplice ed armonioso. La struttura portante della navata centrale, di maggiore altezza, ha quattro archi ogivali nella prima parte (la più antica) e archi a tutto sesto nella zona più recente. Gli archi sono impostati su pilastri in pietra con angoli smussati. Il tetto della navata centrale, del tipo "a capanna", ha la struttura portante in legno con capriate a vista. Il presbiterio è invece coperto da volte a crociera.
Nella navata centrale, tramite una scala in pietra, si accede alla cripta romanica che si trovava sotto il presbiterio prima dell'ampliamento del 1928-1930. La cripta è a forma di oratorio, ha una volta sorretta da quattro pilastrini ottagonali in pietra, uno dei quali con capitello preromanico.
La cripta viene aperta in occasione della festa di Santo Stefano, il 26 dicembre.
Gli altari in pietra serena sulle pareti esterne delle navate laterali sono della prima metà del Seicento e contengono varie opere d'arte.
Organo a canne
Collocato alla fine della navata di sinistra, fu costruito nel 1973 da Francesco Michelotto di Albignàsego (PD). Possiede una facciata di canne disposte a cuspide con ali appartenenti al Principale 8' a partire dal Do1; dietro a queste è presente un'ulteriore facciata di canne appartenenti al Principale 16' a partire dal Fa1. La console, a trasmissione elettrica, è posta davanti allo strumento in posizione rivolta rispetto alle canne e consta di 2 tastiere di 61 tasti (Do1-Do6) e pedaliera di 32 (Do1-Sol3) concava radiale. I registri sono azionati da placchette poste su un'unica fila sopra il II manuale.

### Opere custodite

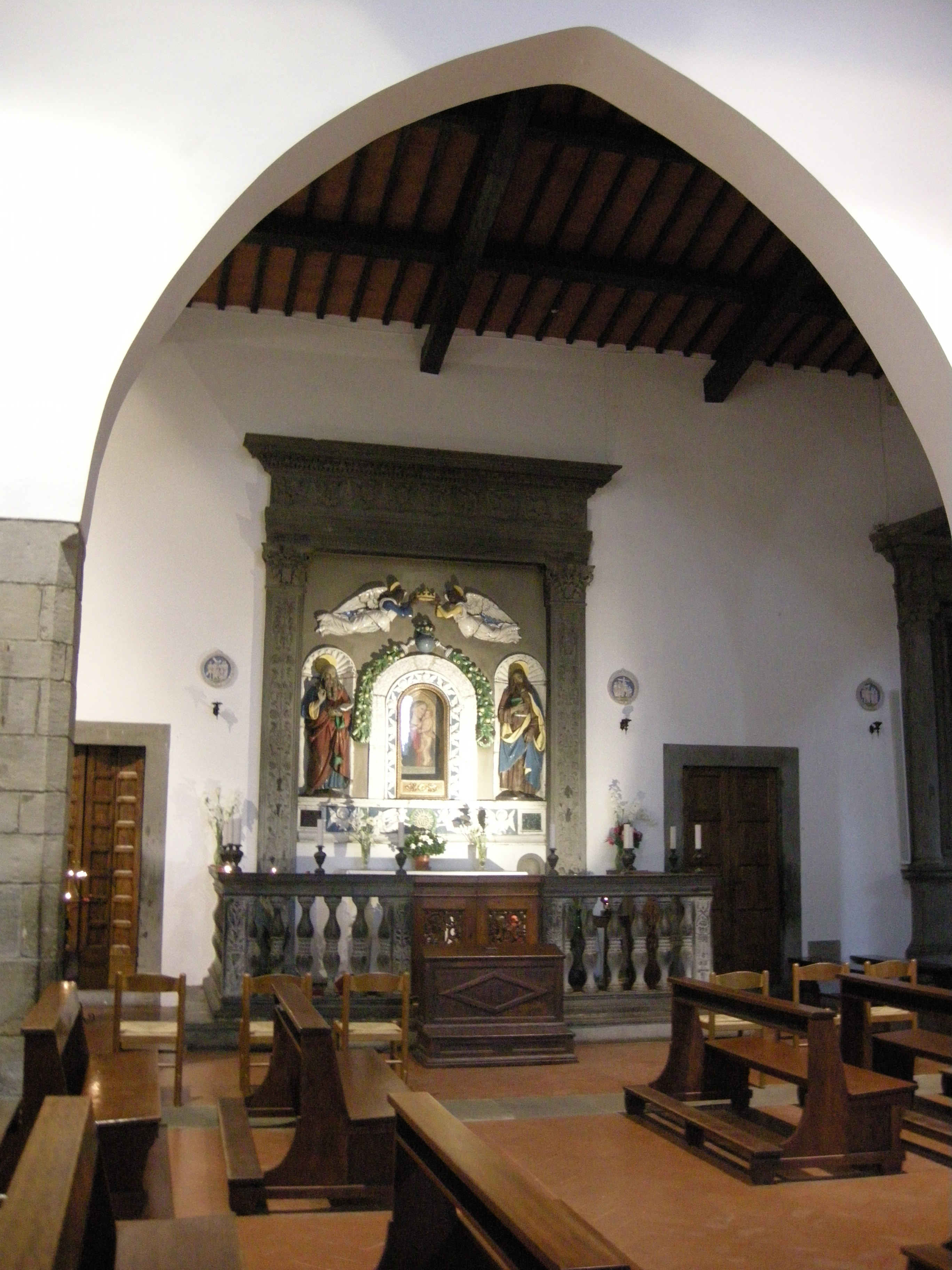
L'altare robbiano

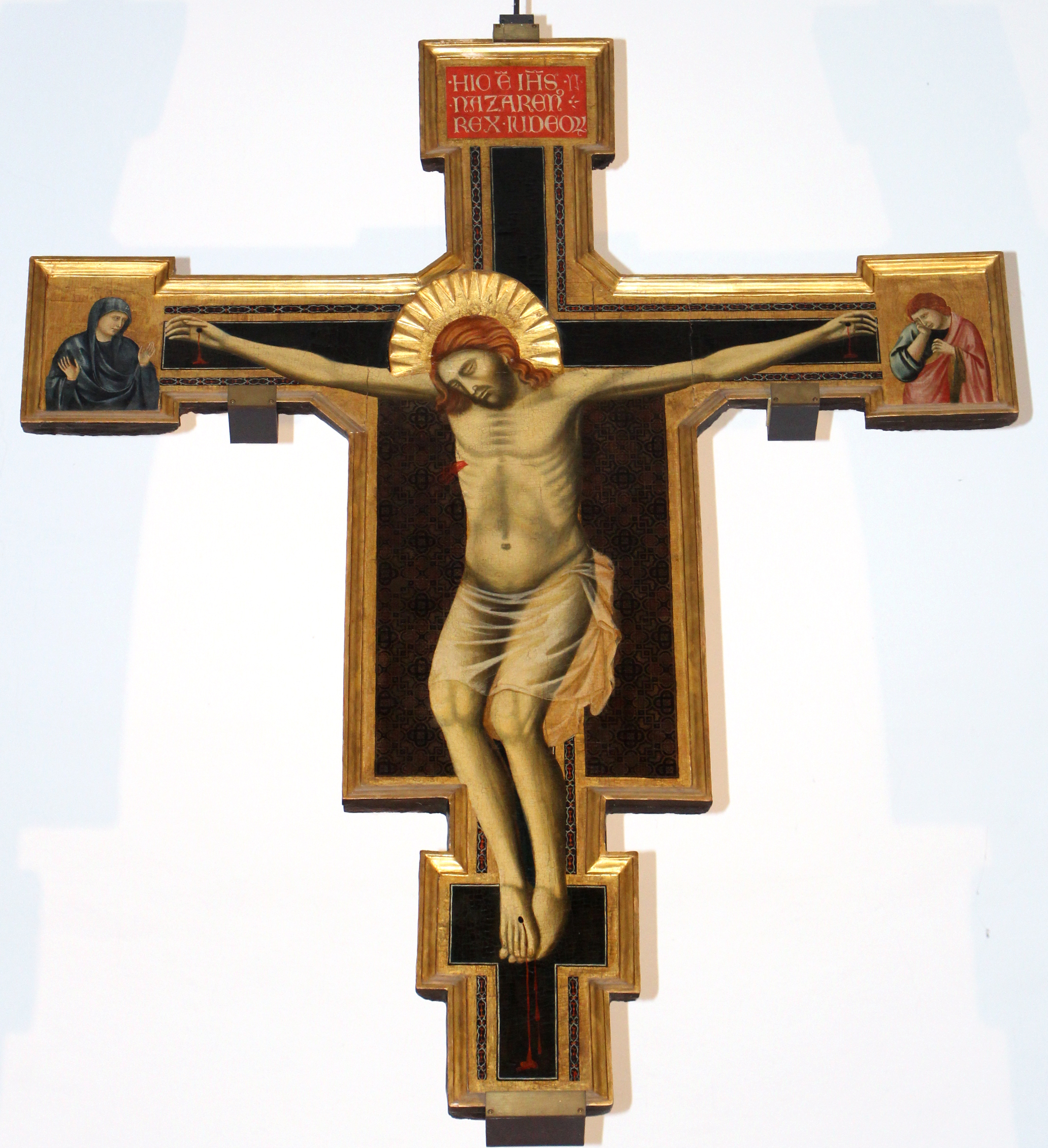
Il Crocifisso

Durante i restauri alla facciata della fine del XIX secolo furono scoperte due lunette già sulla controfacciata in corrispondenza dei portali centrale e sinistro, di due pittori giotteschi ignoti databili alla seconda metà del XIV secolo (Cristo in pietà e Cristo che emerge dal sepolcro).
Nella navata sinistra si trovano:
- una tela di Jacopo Vignali raffigurante le Stigmate di san Francesco (1634)
- lo Sposalizio della Vergine in terracotta policroma invetriata di Benedetto Buglioni
- San Carlo che bacia la mano a san Filippo Neri, di un pittore ignoto (1640 circa)

Nella navata destra si trovano: 
- Battesimo di Cristo, affresco di Olimpio Bandinelli (1844)
- altare del XV secolo con balaustra in pietra serena scolpita; contiene una Madonna col Bambino di Cenni di Francesco, entro una pala in terracotta della bottega di Andrea e Giovanni della Robbia e bottega con San Jacopo, San Giovanni evangelista e Angeli.
- Sposalizio della Vergine, tela di ignoto del 1639 circa.

Sull'altare centrale è appeso un bel crocifisso della fine del Duecento o inizio del Trecento della scuola di Giotto, vicino al Maestro di Figline; i riquadri laterali sono dipinti con la Madonna e San Giovanni evangelista.
Il ciborio in pietra serena dietro l'altare risale al Cinquecento e proviene dalla chiesa di San Pietro di Sopra a San Casciano in Val di Pesa.
Le cinque vetrate del presbiterio risalgono al 1959 e sono opera della ditta Polloni (Redentore, Madonna, Santo Stefano, Gesù che predica e L'Ultima cena).

### La cappella Tornabuoni
Dalla navata destra si può accedere a un corridoio parallelo alla chiesa, dove si trovano oggi il fonte battesimale e i confessionali. Si tratta di quanto rimane dell'antica cappella Tornabuoni.

### La cappella del Santo Sepolcro
Nella navata sinistra si apre una piccola cappella che riproduce il Santo Sepolcro, con affreschi alludenti alla Passione e un piccolo Crocifisso ligneo del XIV secolo. Gli affreschi sono stati recentemente studiati e attribuiti a Pompeo Caccini (che iniziò l'impresa e dipinse gli angeli ai lati dell'altare prima di trasferirsi a Roma nel 1601) e a Bartolomeo Salvestrini.

### La cappella della Misericordia
La cappella della Misericordia, usata dalla Compagnia di Santa Maria del Desco, è attigua alla navata sinistra e dotata di un proprio ingresso separatio in facciata. Venne affrescata nel 1640 con Storie di santo Stefano di Domenico Pugliani. L'altare era decorato da una statua lignea di Cristo deposto del XVI secolo.

## Cinema Teatro Nuovo Sentiero
Fondato negli anni '30 con il complesso della Parrocchia, il suo palcoscenico vide i primi passi di un giovanissimo Paolo Poli. Il teatro è stato ristrutturato nel 1976 su progetto dell'architetto Piero Grassi e successivamente nel 1994-1996 su progetto dell'architetto Neri Andreoli.
Si tratta di uno spazio teatrale di piccole dimensioni (239 posti) ma capace di rispondere pienamente alle esigenze ricreativo-culturali del quartiere in cui è inserito.